# Catenomyces
Catenomyces är ett släkte av svampar. Catenomyces ingår i familjen Catenariaceae, ordningen Blastocladiales, klassen Blastocladiomycetes, divisionen Blastocladiomycota och riket svampar.
|             | Catenophlyctis                           |
|             |                                          |
|             | Catenaria                                |
|             |                                          |
| Catenomyces | \| \| Catenomyces persicinus \| \| \| \| |
|             | \| \| Catenomyces persicinus \| \| \| \| |
|             | Catenomyces persicinus                   |
|             |                                          |

|  | Catenomyces persicinus |
|  |                        |